# Caton Sorescu
Caton G. Sorescu (n. 23 decembrie 1893, Ploiești, România – d. 5 septembrie 1941, Iași, România) a fost un colonel român care a comandat un regiment pe frontul antisovietic din cel de-al Doilea Război Mondial și a căzut eroic în Bătălia de la Odesa. A fost înaintat post-mortem la gradul de general de brigadă.

## Cariera militară
Colonelul Sorescu a comandat Regimentul 8 Vânători „Vodă Grigore Ghica” pe frontul antisovietic în cel de-al Doilea Război Mondial și a fost rănit mortal pe 2 septembrie 1941 în luptele de la Neu Freudental (în rusă Marinovo) din cadrul Bătăliei de la Odesa. Trupul neînsuflețit a fost transportat la Turnu Severin, unde a fost înmormântat la 10 septembrie 1941.
A fost decorat post-mortem pe 7 ianuarie 1942 cu Ordinul „Mihai Viteazul” cl. III-a „pentru bravura și priceperea cu care și-a comandat regimentul în luptele dela Freudenthal și creasta cu cota 80, între 27 August-2 Septemvrie 1941. Deși cu un efectiv redus, cu ocazia atacurilor date de ruși cu care de luptă la 31 August și 1 Septembrie 1941 a reușit să recucerească și să mențină vechile poziții, rezistând apoi cu îndârjire până în ziua de 2 Septemvrie 1941 când, în cursul unui contraatac dat de trupele sovietice, ce reușiseră să se infiltreze până în apropiere P. C., cade rănit mortal, după ce restabilise situația”.
A fost înaintat post-mortem la gradul de general de brigadă.

## Decorații
- Ordinul „Steaua României” în gradul de ofițer (8 iunie 1940)[7]
- Ordinul Militar „Mihai Viteazul” clasa III-a (7 ianuarie 1942)[5]

## Legături externe
- en  Generals.dk